# 200 років Харківському національному аграрному університету імені В. В. Докучаєва (монета)
«200 ро́ків Ха́рківському націона́льному агра́рному університе́ту і́мені В. В. Докуча́єва» — ювілейна монета номіналом 2 гривні, випущена Національним банком України. Присвячена Харківському національному аграрному університету — одному з найстаріших навчальних закладів аграрного профілю, заснованому у 1816 році як Маримонтський інститут земельного господарства.
Монету введено в обіг 1 вересня 2016 року. Вона належить до серії «Вищі навчальні заклади України».

## Опис та характеристики монети
| Номінал грн. | Метал      | Маса, грам | Діаметр, мм. | Якість виготовлення       | Гурт     | Тираж, штук |
| ------------ | ---------- | ---------- | ------------ | ------------------------- | -------- | ----------- |
| 2            | нейзильбер | 12,8       | 31           | спеціальний анциркулейтед | рифлений | 30 000      |

### Аверс
На аверсі монети розміщено: угорі — малий Державний Герб України та напис «УКРАЇНА»; у центрі на матовому тлі — логотип Харківського національного аграрного університету імені В. В. Докучаєва, ліворуч від якого — портрет першого директора Маримонтського інституту земельного господарства Веніаміна Флята та назви міст, у яких здійснював свою діяльність університет; унизу: номінал «ДВІ ГРИВНІ», рік карбування «2016» та логотип Банкнотно-монетного двору Національного банку України (ліворуч).

### Реверс
На реверсі монети розміщено портрет В. В. Докучаєва, зображення сучасної будівлі університету та написи півколом: «ХАРКІВСЬКИЙ НАЦІОНАЛЬНИЙ АГРАРНИЙ УНІВЕРСИТЕТ» (угорі півколом), «ІМЕНІ В. В. ДОКУЧАЄВА» (над будівлею), «200 РОКІВ» (унизу).

## Автори

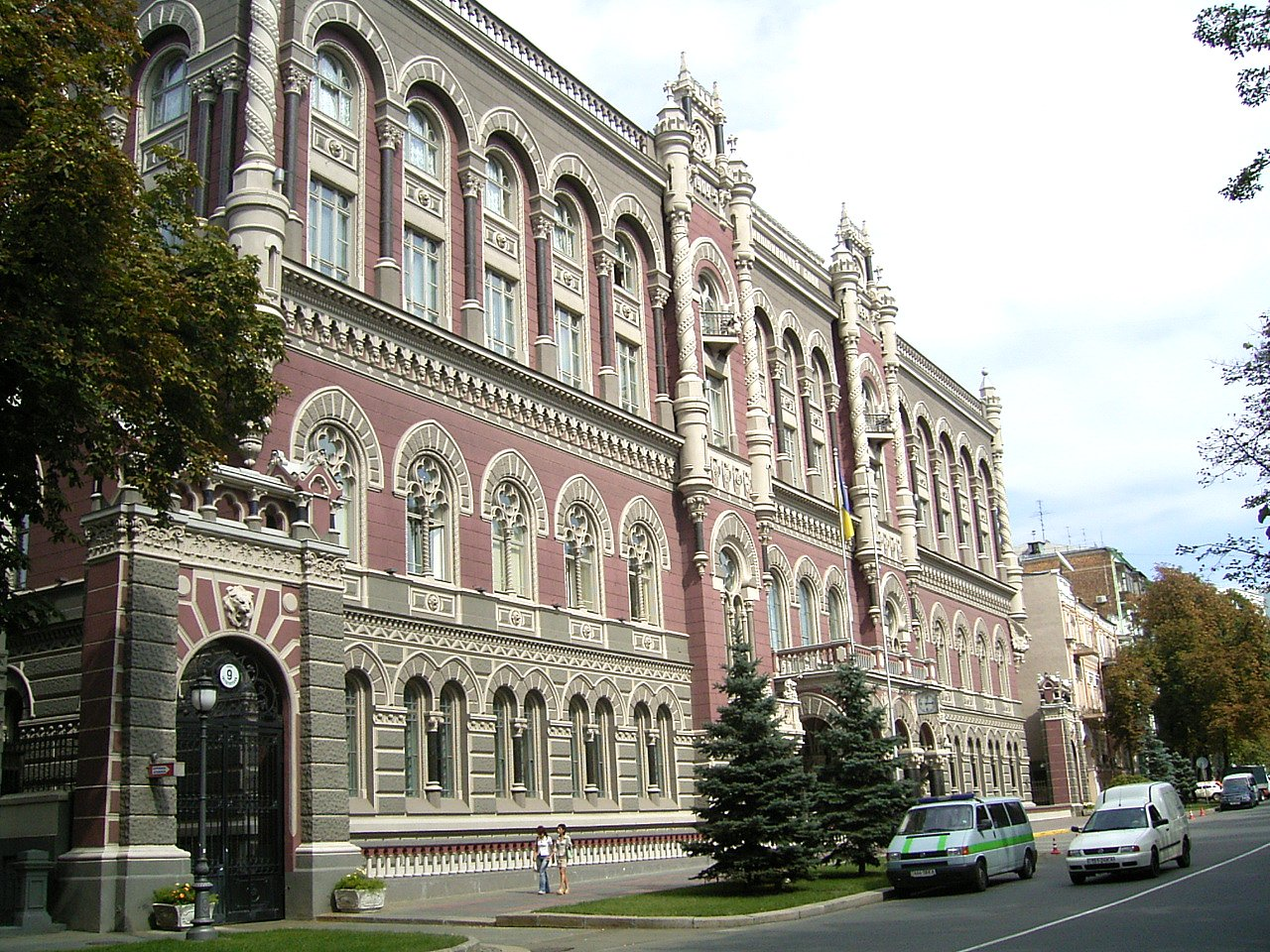
Будівля Національного банку України

- Художники: Таран Володимир, Харук Олександр, Харук Сергій.
- Скульптори: Атаманчук Володимир, Іваненко Святослав.

## Вартість монети
Під час введення монети в обіг у 2016 році, Національний банк України реалізовував монету через свої філії за ціною 30 гривень.
Фактична приблизна вартість монети, з роками змінювалася так:
| Рік        | 2017 | 2018 | 2019 | 2020 | 2021 | 2022 | 2023 | 2024 | 2025 |
| ---------- | ---- | ---- | ---- | ---- | ---- | ---- | ---- | ---- | ---- |
| Ціна, грн. | 40   | 45   | 45   | 45   | 50   | 50   | 90   | 110  | 130  |